# Battesimo di Costantino
Il Battesimo di Costantino è un affresco della scuola di Raffaello Sanzio, databile al 1520-1524 e situato nella Sala di Costantino, una delle Stanze Vaticane.

## Descrizione
Il soggetto del dipinto è il battesimo che Costantino I avrebbe ricevuto da papa Silvestro I, un evento storicamente mai accaduto in quanto Costantino fu battezzato poco prima di morire dal vescovo ariano Eusebio di Nicomedia.
La scena è ambientata in un edificio a pianta centrale che ricorda il Battistero lateranense, nonché altri progetti di Raffaello di quegli anni.
Silvestro, raffigurato con le sembianze di Clemente VII, si trova al centro dell'edificio tra alcuni assistenti e sta versando l'acqua sul capo dell'imperatore inginocchiato e seminudo. Sul libro che regge il sacerdote si legge «Hodie salus Urbi et Imperio facta est». Assistono due personaggi contemporanei ai lati, Carlo V e Francesco I di Francia. Sotto di essi si leggono le iscrizioni «Lavacrum Renascentis Vitae C. Val. Constantini» (sinistra) e «Clemens VII Pont. max. a Leone X Coeptum Consumavit MDXXIIII» (destra).

## Storia
La decorazione della Sala di Costantino, l'ultima delle Stanze, fu commissionata da papa Leone X nel 1517. Sanzio, preso da mille impegni, fece appena in tempo a disegnare i cartoni e avviare una sorta di arriccio per la prima parete, prima di morire improvvisamente il 6 aprile 1520. L'opera fu allora continuata dai suoi allievi, tra cui spiccavano soprattutto Giulio Romano e Giovan Francesco Penni:
l'esecuzione è di solito riferita a Penni, con qualche intervento di Giulio Romano, forse nell'architettura (Hartt); non si conoscono disegni preparatori del Sanzio per la scena. Nel 1524, all'epoca di papa Clemente VII, quando Romano partì per Mantova, la decorazione doveva essere già terminata. Sviluppando i temi della Stanza di Eliodoro e della Stanza dell'Incendio, la Sala di Costantino è dedicata alla vittoria del Cristianesimo sul paganesimo e all'affermazione ed il primato della Chiesa romana, con evidenti richiami alla delicata situazione contemporanea.
Durante la Repubblica Romana instaurata dai giacobini e successivamente nel periodo napoleonico, i francesi elaborarono alcuni piani per staccare gli affreschi e renderli portabili. In fatti, venne espressero il desiderio di rimuovere gli affreschi di Raffaello dalle pareti delle Stanze Vaticane e inviarli in Francia, tra gli oggetti spediti al Musee Napoleon delle spoliazioni napoleoniche, ma questi non furono mai realizzati a causa delle difficoltà tecniche e i tentativi falliti e disastrosi dei francesi presso la chiesa di San Luigi dei Francesi a Roma.